# 龍野高校テニス部熱中症重度障害事件
龍野高校テニス部熱中症重度障害事件（たつのこうこうテニスぶねっちゅうしょうじゅうどしょうがいじけん）は、兵庫県立龍野高等学校のクラブ活動において発生した事件。

## 概要

### 事件の発生
2007年（平成19年）5月24日に兵庫県立龍野高等学校のテニス部で行われた練習は、中間試験の最終日に行われていたこともあり、11日ぶりの練習で体が慣れておらず、テニスコートの温度は高かった。この練習中に当時高校2年生であった女子生徒が熱中症で倒れ、低酸素脳症になり脳が萎縮して目が見えなくなったほか、発音ができなくなり手足も動かせなくなった。救急車で病院に運ばれて一命を取り留めたものの、その後4ヶ月間は集中治療室で治療を続けた。それ以来は介護が必要な状態となった。
当日は練習時間は普段よりも多い3時間が指示されていた。当日は顧問の教諭は出張のため、最初の30分練習に立ち会った後に現場を離れていた。練習時間の最後のランニングの時に倒れていた。
この事件が発生した当時には、被害者の両親は学校側に詳しい調査を求めたものの、学校側の対応は冷たかった。地域ではこの両親は学校を責める加害者であるように見られて、金を得るためにこのようなことをしているという噂が広まっていた。

### 裁判
事件から3年が経過した2010年（平成22年）、両親は学校側が安全配慮義務を怠ったとして兵庫県を提訴する。2012年（平成24年）の公判において、事件当時に校長であった人物は、学校には責任は無いとし、謝罪をすれば学校に原因があったことになり金銭的な要求をされるようになる、道義的に謝罪をしても法的責任にすり替えられるとして謝罪をしなかった。
第一審である神戸地方裁判所での判決は、心肺停止は熱中症が原因であると認めるだけの証拠は無いとして、被害者側は敗訴となった。被害者側は控訴した。
2015年（平成27年）1月22日の大阪高等裁判所における控訴審判決では、地裁判決を覆し、テニス部の練習中に熱中症で倒れ重度の障害が残ったのは学校側の責任であるとして、兵庫県に2億3千万円の支払いを命じた。当日には顧問の教諭は出張のために練習の冒頭にしか立ち会えなかったことから、部員の体調の変化に応じた指導ができなくなるため、通常よりも軽度の練習にとどめるなどの熱中症に陥らないように指導する義務があったとする。だが当日は通常よりも長時間で密度の高い練習をするように指示して水分補給に関しての特段の指導がなかったとして過失責任を認めた。
兵庫県側は上告したが、同年12月15日に最高裁判所は兵庫県側の上告を退ける決定をした。このため大阪高等裁判所の判決が確定して被害者側の勝訴となった。この時点での被害者は低酸素脳症で重い意識障害で、寝たきりで24時間の介護が必要な状態で生活している。
2023年放送のテレビ番組に32歳になった被害者が出演したが、この時点でも介護が必要な状態でリハビリテーションが続けられている。